# Renato Baiguera
Renato Baiguera (Brescia, 11 luglio 1906 – Brescia, 7 settembre 1976) è stato un calciatore italiano, di ruolo centrocampista.

## Carriera
Giocò con il Brescia, partecipando nella stagione 1929-1930 il primo campionato di Serie A che lo vide scendere in campo in 3 partite, esordendo nella gara del 24 novembre 1929 contro l'Alessandria persa dalla squadra lombarda per 4-0. Contro gli stessi piemontesi segnò il suo unico gol in massima divisione, nella gara vinta dai piemontesi il 31 gennaio 1932 per 3-2. Quello stesso anno, dopo avere totalizzato 10 presenze in 3 stagioni col Brescia, si trasferisce al Siena.